# FC Dinamo City
FC Dinamo City is een Albanese voetbalclub uit Elbasan. Tot 2023 stond de club bekend als Dinamo Tirana en speelde de club in de hoofdstad Tirana.

## Geschiedenis
De club werd in 1949 opgericht en stond net zoals Partizan Tirana onder bescherming van het communistische regime. Dinamo werd al in zijn eerste bestaansjaar kampioen. In 1967 was 17 Nëntori drie wedstrijden voor het einde van de competitie kampioen maar werd uit de competitie verbannen zodat Dinamo alsnog de titel kon opeisen.
Na de val van het communisme kon de club lange tijd geen titel meer winnen en in 1995 werd de naam veranderd in KS Olimpik Tirana maar dat werd twee jaar later tenietgedaan. In 2002, 2008 en 2010 volgden nieuwe kampioenschappen. In 2023 werd beslist om te verhuizen naar Elbasan en de naam te wijzigen in Dinamo City. 

## Erelijst
- Landskampioen

1950, 1951, 1952, 1953, 1955, 1956, 1960, 1967, 1973, 1975, 1976, 1977, 1980, 1986, 1990, 2002, 2008, 2010
- Bekerwinnaar

1950, 1951, 1952, 1953, 1954, 1960, 1971, 1974, 1978, 1982, 1989, 1990, 2003
- Supercup

1989, 2008

## Kampioensteams
- 1950 — Qemal Vogli, Xhevdet Shaqiri, Besim Borici, Koci Sherko, Taq Murati, Sabri Peqini, Bahri Kavaja, Hamdi Bakalli, Pal Mirashi, Skender Jareci, Zihni Gjinali, Sulejman Vathi, Qamil Teliti, Qemal Cungu, Leonidha Dashi, Muhamet Vila, Skender Begeja, Hamdi Tafmizi, Grigor Sheshi, Latif Thermia en Kostandin Xhani. Trainer-coach: Zihni Gjinali.

- 1951 — Xhevdet Shaqiri, Zihni Gjinali, Muhamet Vila, Hamdi Bakalli, Sabri Peqini, Besim Borici, Qemal Cungu, Leonidha Dashi, Skender Begeja, Koci Sherko, Taq Murati, Qamil Teliti, Pal Mirashi, Hamdi Tafmizi, Grigor Sheshi, Met Metani, Kostandin Xhani, Skender Jareci, Qemal Vogli en Kol Engjelli. Trainer-coach: Zihni Gjinali.

- 1952 — Zihni Gjinali, Hamdi Bakalli, Xhevdet Shaqiri, Muhamet Vila, Skender Jareci, Sabri Peqini, Skender Begeja, Leonidha Dashi, Besim Borici, Qemal Cungu, Koci Sherko, Taq Murati, Qamil Teliti, Pal Mirashi, Hamdi Tafmizi,  Grigor Sheshi, Hysen Verria en Kostandin Xhani. Trainer-coach: Zihni Gjinali.

- 1953 — Hysen Verria, Hamdi Bakalli, Besim Borici, Qemal Cungu, Leonidha Dashi, Xhevdet Shaqiri, Muhamet Vila, Sabri Peqini, Zihni Gjinali, Skender Jareci, Skender Begeja, Koci Sherko, Taq Murati, Qamil Teliti, Pal Mirashi, Hamdi Tafmizi, Grigor Sheshi, Dhimitraq Gjyli, Shyqyri Rreli, Suat Hamzi, Mile Qoshja en Thimo Thimio. Trainer-coach: Zihni Gjinali.

- 1955 — Qemal Vogli, Leonidha Dashi, Shyqri Rreli, Besim Borici, Muhamet Vila, Xhevdet Shaqiri, Skender Jareci, Stavri Lubonja, Hamdi Bakalli, Skender Begeja, Esat Beliu, Qamil Alluni, Grigor Sheshi, Hysen Verria, Dhimitraq Gjyli en Zihni Gjinali. Trainer-coach: Zihni Gjinali.

- 1956 — Xhevdet Shaqiri, Muhamet Vila, Zihni Ginali, Skender Jareci, Skender Begeja, Leonidha Dashi, Shyqyri Rreli, Qamil Alluni, Stavri Lubonja, Grigor Sheshi, Hysen Verria, Eqerem Tallushi, Haxhi Pellumbi, Esat Beliu, Abdulla Duma, Dhimiter Gjyli, Qemal Vogli en Hasan Behushi. Trainer-coach: Zihni Gjinali.

- 1960 — Skender Jareci, Dhimiter Qoshja, Skender Halili, Selim Gjoci, Qamil Alluni, Hysen Verria, Avdulla Duma, Eqerem Tallushi, Mehdi Bushati, Stavri Lubonja, Thoma Duro, Shyqyri Rreli, Esat Beliu, Lorenc Vorfi, Teodor Gjikuria, Nexhmedin Caushi, Muhamet Vila, Alfred Ruco, Mile Qoshja, Nikolle Bespalla, Namik Jareci, Eqerem Caslli. Trainer-coach: Zyber Konci.

- 1967 — Jani Rama, Andrea Bardhoshi, Frederik Gjinali, Mikail Stamo, Naim Hushi, Lorenc Vorfi, Iljaz Ceco, Taip Cutra, Medin Zhega, Saimir Dauti, Janaq Saraci, Clirim Hysi, Foto Stamo, Gani Xhafa, Xhevahir Taushani, Ibrahim Kodra, Durim Shehu, Namik Jareci, Ivan Loli, Bujar Hyka, Durim Bako, Koco Dinella, Bulku Popa, Shpetim Hoxha, Edmond Dilaveri, Mehdi Bushati en Faruk Sejdini. Trainer-coach: Skender Jareci.

- 1973 — Frederik Gjinali, Rifat Ibershimi, Faruk Sejdini, Gani Xhafa, Iljaz Ceco, Ilir Pernaska, Jani Rama, Clirim Hysi, Ibrahim Kodra, Mehmet Xhafa, Torez Ciraku, Ahmet Ahmedani, Shpetim Hoxha, Enver Hafizi, Miluka, Skender Guzja, Kujtim Cocoli, Taip Cutra, Haxhi Mergjyshi, Hamit Dhrima, Agron Shapllo. Trainer-coach: Skender Jareci.

- 1975 — Iljaz Ceco, Shyqyri Ballgjini, Ahmet Ahmedani, Ilir Pernaska, Rifat  Ibershimi, Jani Rama, Xhorxhi Puka, Faruk Sejdini, Ibrahim Kodra, Torez Ciraku, Kujtim Cocoli, Vasillaq Zeri, Gani Xhafa, Haxhi Mergjyshi, Frederik Gjinali, Petrit Gjoni, Muhedin Targaj, Enver Hafizi, Shaban Zenuni. Trainer-coach: Sabri Peqini.

- 1976 — Medin Zhega, Iljaz Ceco, Jani Rama, Haxhi Mergjyshi, Muhedin Targaj, Faruk Sejdini, Rifat Ibershimi, Ibrahim Kodra, Torez Ciraku, Gani Xhafa, Ilir Pernaska, Vasillaq Zeri, Shyqyri Ballgjini, Luan Zenuni, Xhorxhi Puka, Petrit Gjoni, Fatos Petani, Ahmet Ahmedani. Trainer-coach: Durim Shehu.

- 1977 — Jani Rama, Vasillaq Zeri, Ilir Pernaska, Shyqyri Ballgjini, Muhedin Targaj, Andrea Marko, Aleko Bregu, Xhorxhi Puka, Torez Ciraku, Iljaz Ceco, Haxhi Mergjyshi, Faruk Sejdini, Kujtim Cocoli, Rifat Ibershimi, Gani Xhafa, Gj Gjini, Ibrahim Kodra, Riza Hicka, Shaban Zenuni en Ahmet Ahmedani. Trainer-coach: Durim Shehu.

- 1980 — Shyqyri Ballgjini, Ilir Luarasi, Kujtim Cocoli, Andrea Marko, Robert Kamberi, Muhedin Targaj, Rifat Ibershimi, Abedin Jahjai, Aleko Bregu, Gj Bejo, Halit Gega, Bashkim Delia, Agron Dautaj, Ilir Pernaska, Artur Cobani, Durim Kuqi, Vasillaq Zeri, Mehdi Bushati, Artur Nika, Naum Kove, Struga, Maksim Ndroqi, Pjerin Noga. Trainer-coach: Stavri Lubonja.

- 1986 — Muhedin Targaj, Genc Ibro, Eduart Abazi, Pjerin Noga, Luan Zenuni, Agim Canaj, Naum Kove, Arben Ndreu, Ilir Bozhiqi, Ilir Luarasi, Arjan Stafa, Ardian Jance, Arben Vila, A Goxhaj, Arben Duka, Vangjush Thimio, Durim Kuqi en Sulejman Demollari. Trainer-coach: Fatmir Frasheri.

- 1990 — Foto Strakosha, Naun Kove, Ermal Tahiri, Genc Ibro, Pjerin Noga, Ilir Silo, Ilir Bozhiqi, Rudi Vata, Eduart Abazi, Ardian Jance, Arben Milori, Sulejman Demollari, Arian Stafa, Agim Canaj, Josif Gjergji, Agron Xhafa, Viktor Briza, Alfred Ferko, Ardian Jance, Ilir Sula, Ilir Daja. Trainer-coach: Bejkush Birce.

- 2002 — Elion Lika, Arjan Pisha, Luan Pinari, Alpin Gallo, Julian Ahmataj, Paulin Dhembi, Redi Jupi, Klodian Asllani, Serhij Romanishin, Fjodor Xhafa, Daniel Xhafa, Ilir Qorri, Egert Bakalli, Rigers Qosa, Ligor Tiko, Albert Duro, Alket Alikaj, Johan Driza, Taulant Cercizi en Madrid Muzhaj. Trainer-coach: Faruk Sejdini.

## Dinamo in Europa
Dinamo Tirana speelt sinds 1967 in diverse Europese competities. Hieronder staan de competities en in welke seizoenen de club deelnam:
- Champions League (3x)

2002/03, 2008/09, 2010/11
- Europacup I (3x)

1980/81, 1986/87, 1990/91
- Europa League (1x)

2009/10
- Conference League (1x)

2025/26
- Europacup II (3x)

1971/72, 1982/83, 1989/90
- UEFA Cup (6x)

1981/82, 1985/86, 2001/02, 2003/04, 2004/05, 2006/07
- Intertoto Cup (1x)

2005